# Municipio de Weber (Dakota del Norte)
El municipio de Weber (en inglés: Weber Township) es un municipio ubicado en el condado de Sargent en el estado estadounidense de Dakota del Norte. En el año 2010 tenía una población de 73 habitantes y una densidad poblacional de 0,7 personas por km².

## Geografía
El municipio de Weber se encuentra ubicado en las coordenadas 45°58′27″N 97°33′56″O / 45.97417, -97.56556. Según la Oficina del Censo de los Estados Unidos, el municipio tiene una superficie total de 104.3 km², de la cual 102,89 km² corresponden a tierra firme y (1,35 %) 1,41 km² es agua.

## Demografía
Según el censo de 2010, había 73 personas residiendo en el municipio de Weber. La densidad de población era de 0,7 hab./km². De los 73 habitantes, el municipio de Weber estaba compuesto por el 100 % blancos. Del total de la población el 0 % eran hispanos o latinos de cualquier raza.